# Fountain Hills
Fountain Hills è una città della contea di Maricopa in Arizona, negli Stati Uniti. Conosciuta per la sua imponente fontana, una volta la più alta del mondo, confina con la Fort McDowell Yavapai Nation, la comunità indiana di Salt River Pima-Maricopa e Scottsdale. La popolazione era di 24 729 abitanti al censimento del 2020. Tra i censimenti del 1990 e del 2000 era all'ottavo posto tra le città dell'Arizona in rapida crescita.

## Geografia fisica
Secondo l'Ufficio del censimento degli Stati Uniti, ha una superficie totale di 20,42 mi² (52,89 km²).

## Storia
Prima dello sviluppo di Fountain Hills, l'area ospitava gli Yavapai e le incisioni rupestri si possono trovare vicino alla Dixie Mine nell'angolo nord-ovest della città lungo le montagne.
All'inizio del XX secolo, l'area che divenne Fountain Hills e il McDowell Mountain Regional Park faceva parte del Pemberton Ranch, successivamente rinominato P-Bar Ranch. La Fountain Hills High School è costruita sul sito di uno degli edifici del P-Bar Ranch e una targa si trova nel parcheggio per commemorarlo.
Fountain Hills fu sviluppata da C. V. Wood, presidente della McCulloch Oil, e prese il nome dalla torreggiante fontana artificiale nel centro della città. La città è stata incorporata nel 1989.

## Società

### Evoluzione demografica
Secondo il censimento del 2010, la popolazione era di 22 489 abitanti.